# Chaetomiaceae
Chaetomiaceae is een familie van schimmels behorend tot de orde Cephalothecales. Het typegeslacht is Chaetomium.

## Kenmerken
Ze vormen dunwandige, vliezige perithecia als vruchtlichamen, die bleek of donker kunnen zijn. Soms kunnen ze schildvormige cellen hebben, vaak hebben ze typisch, complex haar. Een ostiolum, een opening aan de bovenkant, is niet altijd aanwezig. De asci zijn knotsvormig tot zakvormig, zeer dunwandig en hebben geen apicale ring. De ascosporen zijn meestal klein, bleek tot bruin, dunwandig, ongesepteerd en glad. Ze worden in groepen gedropt als ze rijp zijn.
Er is geen stroma. Meestal is er geen secundaire vruchtvorm aanwezig. De conidia zijn dan dikwandig, soms geornamenteerd, en komen voort uit ongedifferentieerde hyfen. Enkele soorten vormen kleine hyaliene spermatia uit eenvoudige phialidische conidiogene cellen.

## Habitat
Chaetomiaceae leven saprobisch op een grote verscheidenheid aan organisch materiaal en zijn daarom zeer wijdverspreid. Ze spelen een belangrijke rol als afbrekers van organisch materiaal, dat ze afbreken met behulp van enzymen zoals voorboorbeled B. cellulasen. Ze leiden ook tot voedselbederf en kunnen ook papier vernietigen. Zelden zijn ze ook pathogeen. Sommige soorten zijn thermofiel.

## Geslachten
De familie bestaat uit de volgende geslachten:
- Achaetomium - Acrophialophora - Allocanariomyces - Amesia - Arcopilus - Arxotrichum - Batnamyces - Boothiella - Botryotrichum - Brachychaeta - Carteria - Chaetomidium - Chaetomiopsis - Chaetomium - Chrysanthotrichum - Chrysocorona - Collariella - Condenascus - Corynascella - Corynascus - Crassicarpon - Dichotomopilus - Floropilus - Guanomyces - Humicola - Hyalosphaerella - Melanocarpus - Microthielavia - Myceliophthora - Mycothermus - Ovatospora - Parachaetomium - Parathielavia - Pseudothielavia - Remersonia - Staphylotrichum - Stolonocarpus - Subramaniula - Thermothelomyces - Thermothielavioides - Thielavia - Trichocladium